# Вајкис
Вајкис, Купис или Јарва (рус. Вайкис, Купись, Ярва) река је која протиче преко територије Мончегорског округа у централном делу Мурманске области, на крајњем северозападу Русије. Притока је ледничког језера Мончеозеро преко ког је даље повезана са басеном реке Ниве, односно са басеном Белог мора.
Свој ток започиње као отока маленог језера Купис одакле даље тече у смеру истока. Једним делом свок тока тече дубоким кањоном и представља границу између Мончетундре на југу и Вучје тундре на северу. Тече у смеру истока преко местимично замочвареног подручја обраслог четинарским шумама. Дужина водотока је 46 km, док је површина сливног подручја око 466 km². Просечан пад корита реке Вајкис је 2,76 метара по километру тока.
На њеним обалама се не налазе насељена места, а сама река представља северну границу Лапландског резервата биосфере.